# 副链肠锡叶吸虫
副链肠锡叶吸虫（学名：Ceylonocotyle parastreptocoelium）为同盘科锡叶属的动物。在中国大陆，分布于福建、广西、广东等地，营寄生生活，宿主黄牛、水牛以及寄生于瘤胃。